# Help! (歌曲)
《Help!》是一首披头士乐队的歌曲，为同名专辑《Help!》和同名电影《Help!》的标题歌。它也作为单曲发行，在英国和美国两地的排行榜上位居第一长达三周。
这首歌由约翰·列侬创作，但署名为列侬-麦卡特尼。在1980年《花花公子》的采访中，列侬说：“当时整个披头士的事情超出了理解范围。我是潜意识地在呼喊求救。”
《Help!》的歌词，甲壳虫乐队的歌曲《求救！》（页面存档备份，存于） 中文翻译（页面存档备份，存于）

## 参与人员
- 约翰·列侬 – 双轨录制的主唱、十二弦节奏吉他
- 保罗·麦卡特尼 – 贝斯、和声
- 乔治·哈里森 – 主音吉他、和声
- 林戈·斯塔尔 – 架子鼓、铃鼓

## 脚注
1. ↑  Unterberger, Richie. . www.richieunterberger.com.   [2013-10-09]. （原始内容存档于2013-11-09）.
2. ↑  RIAA 2009.